# Prix du Saint-Laurent

Logo du Prix du Saint-Laurent

Le Prix du Saint-Laurent vise à récompenser les entreprises québécoises de la communauté maritime qui se démarquent. 
Unique au Québec, ce prix est remis chaque année au début de l’automne, et ce, depuis 1992.
Le Prix est attribué par la Société de développement économique du Saint-Laurent (Sodes),, un « forum d’échange, de concertation et d’action » qui réunit des intervenants dont l’activité a un impact sur l’économie du fleuve Saint-Laurent. Sa mission est de « protéger et promouvoir les intérêts économiques de la communauté maritime du Saint-Laurent dans une optique de développement durable »,,,,,,.

## Critères d'admissibilité
- Être une entreprise privée, un organisme privé, public ou parapublic en lien avec le Saint-Laurent ou un individu œuvrant au sein de l'industrie maritime (les initiatives regroupant plusieurs entreprises sont acceptées).
- Participer de manière active au développement économique du Saint-Laurent, et ce, dans le respect des principes du développement durable.
- Avoir accompli une action remarquable, s'être illustré sur le plan économique ou avoir fait preuve de leadership en matière de développement durable au cours de la dernière année.
- Être en mesure de représenter positivement l'industrie maritime par ses comportements responsables.
- Les lauréats des années antérieures peuvent soumettre à nouveau une candidature, mais pour un projet différent.

## Engagement et consentement
L’entreprise lauréate s’engage à assister à la remise du Prix qui a lieu lors du cocktail de clôture de la Journée maritime québécoise, le quatrième mardi d'octobre de chaque année, à l’Assemblée nationale du Québec. De plus, elle consent à ce que son nom, son profil, sa photo et autres photos prises dans le cadre de la remise du Prix et que la description de son organisation soient utilisés, sans rémunération, à des fins publicitaires ou promotionnelles dans le cadre des activités actuelles et futures du concours.

## Processus de sélection
Le comité organisateur du Prix valide la conformité de tous les dossiers reçus dans les délais requis. Seuls les dossiers complets et conformes aux spécifications demandées sont remis au jury  qui étudie chaque dossier et choisit les lauréats selon les mêmes critères.
Les membres du jury sont nommés par le conseil d'administration de la Sodes, généralement composé de chefs de file issus de différents milieux en lien avec le maritime, soit les transports, l'environnement, les médias, les affaires, l'éducation, etc..

## Prix
Les lauréats bénéficient de retombées profitables et gratuites ainsi que d'un rayonnement à long terme :
- Visibilité dans le bulletin mensuel de la Sodes (section « Portrait de l’industrie ») et dans un communiqué de presse diffusé à nos contacts;
- Visibilité sur la page dédiée au Prix du Saint-Laurent sur le site de la Sodes pendant une année;
- Remise du Prix;
- Photos et profils sur écran lors de la remise du Prix.

## Inscription et remise du Prix
Le formulaire de mise en candidature est mis en ligne deux mois avant la date limite de participation. Il doit être dûment rempli et envoyé avec, si nécessaire, un rapport en annexe afin de valider les données soumises. Le Prix est traditionnellement remis par le président du jury dans le cadre du cocktail de clôture de la Journée maritime québécoise, qui a lieu le quatrième mardi d'octobre à l'Assemblée nationale du Québec.

## Lauréats du Prix du Saint-Laurent
- 1992 : Agences Canada Maritime & OOCL Canada[14]
- 1993 : Groupe Desgagnés[15]
- 1994 : Groupe AML[16]
- 1995 : Océanex[17]
- 1996 : Fednav[18]
- 1997 : Agences Canada Maritime[19]
- 1998 : Groupe Océan[20]
- 1999 : Corporation de gestion de la Voie maritime du Saint-Laurent
- 2000 : Association des croisières du Saint-Laurent[21]
- 2001 : IMTT-Québec[22]
- 2002 : Fêtes du Québec maritime[23]
- 2003 : (Prix non décerné)
- 2004 : Logistec[24]
- 2005 : Administration portuaire de Québec[25]
- 2006 : Compagnie d'Arrimage de Québec[26]
- 2007 : Aluminerie Alouette[27]
- 2008 : Groupe Desgagnés[28]
- 2009 : Groupe Desgagnés[29]
- 2010 : Administration portuaire de Sept-Îles[30]
- 2011 : Les Amis de la Vallée du Saint-Laurent[31],[32]
- 2012 : Canada Steamship Lines[33]

## Source externe
- Le Prix du Saint-Laurent http://www.st-laurent.org/prix-du-saint-laurent
- Profil de la Société de développement économique du Saint-Laurent (Sodes) http://www.st-laurent.org/propos/profil-de-la-sodes